# Your Face
Your Face ist ein US-amerikanischer Zeichentrick-Kurzfilm von Bill Plympton aus dem Jahr 1987. Das für den Film geschriebene Lied Your Face wurde von Maureen McElheron eingesungen und anschließend verlangsamt abgespielt, um wie eine Männerstimme zu klingen.

## Handlung
Ein Crooner im Anzug singt den Titel Your Face über die Schönheiten des Gesichts. Stets ist sein Kopf und ein Teil des Oberkörpers zu sehen. Der Kopf zerlegt sich im Laufe des Liedes auf die unterschiedlichste Art und Weise und setzt sich anschließend wieder in sein Urbild zusammen. Mal zerfällt er in Scheiben, wandelt sich in einen Block, zerfällt in viele Punkte, knotet sich, wendet sich, mal wachsen weitere Köpfe aus dem Kopf, mal durchfährt ein anderer Kopf den aktuellen im rechten Winkel. Am Ende wird der Mann vom Erdboden verschluckt, der sich anschließend den Mund leckt.

## Auszeichnungen
Your Face wurde 1988 für einen Oscar in der Kategorie „Bester animierter Kurzfilm“ nominiert, konnte sich jedoch nicht gegen Der Mann, der Bäume pflanzte durchsetzen.
Auf den Internationalen Filmfestspielen von Cannes 1987 lief der Film 1987 im Wettbewerb um die Goldene Palme als Bester Kurzfilm.